# Ферзь (сёги)
Ферзь, или свободный король (яп. 奔王, хон'о:, сокращённо 奔) — фигура в нескольких вариантах сёги на крупных досках: тю сёги, дай сёги, дай дай сёги, мака дай дай сёги, тай сёги, тэндзику сёги и тайкёку сёги. Во всех них, кроме двух последних, эта фигура не переворачивается.

## Ходы
| ＼ |    | │  |    | ／ |
|    | ＼ | │  | ／ |    |
| ─  | ─  | 奔 | ─  | ─  |
|    | ／ | │  | ＼ |    |
| ／ |    | │  |    | ＼ |

Ходит в точности, как ферзь в современных шахматах: на любое число полей в 8 направлениях — по горизонтали, или вертикали, или диагонали. Бьёт точно так же, как и ходит, перепрыгивать через другие фигуры не может.

## Название
Японское название этой фигуры дословно означает «свободный король». Приставка 奔 в больших вариантах сёги даётся фигурам, которые бьют на любое число полей в точности тех же направлениях, что и фигура ближнего боя (бьющая только некоторые соседние поля) без этой приставки. Таким образом, название 奔王 можно трактовать, как «фигура, ходящая в тех же направлениях, что и король, но на любое число клеток».
Но для удобства западных игроков эта фигура носит название, заимствованное из шахмат. Отсюда и её западная нотация в некоторых играх: Q (от англ. Queen), хотя используется (в частности, в тю сёги) и нотация FK (от англ. Free King)
На диаграммах тю сёги обозначается кратким названием 奔.

## Ферзь в тю сёги
В тю сёги у каждого игрока в начале игры имеется по одному ферзю, стоящему на третьей горизонтали, через поле перед пьяным слоном. Ферзь и лев в тю сёги — две сильнейшие фигуры, причём, будучи расположены достаточно высоко, обе они могут быть развёрнуты уже в дебюте.

## Превращения
Превращаться ферзь может только в двух вариантах сёги: в тэндзику сёги и тайкёку сёги.
В тэндзику сёги он превращается в свободного орла (яп. 奔鷲, хон'дзю:), приобретая при этом дополнительно способности льва.
В тайкёку сёги он превращается в великого генерала (яп. 大将, тайсё:), который может не только ходить на любое число клеток во всех восьми направлениях, но и перепрыгивать при съедении через любое число вражеских фигур (любых кроме короля, принца и великого генерала), одномоментно съедая их всех.